# (20965) Kutafin
(20965) Kutafin est un astéroïde de la ceinture principale.

## Description
(20965) Kutafin est un astéroïde de la ceinture principale. Il fut découvert le 26 septembre 1978 à Naoutchnyï par Lioudmila Jouravliova. Il présente une orbite caractérisée par un demi-grand axe de 2,93 UA, une excentricité de 0,14 et une inclinaison de 14,5° par rapport à l'écliptique.

## Compléments